# マーク・アシュトン
マーク・アシュトン又はマーク・ヴェイ（本名：マーク・マクヴェイ、1949年6月23日 - ）は、イギリスのプログレッシブ・ロックバンドであるレア・バードの元ドラマー。
1970年、シングルヒットの「セィンパセィー（シンパシー）」がヨーロッパ各国でナンバーワン入りを果たす。レア・バード脱退後、シンガーソングライターとしてヘッドストーンやアシュトンなど、自己のバンドを結成し5枚のソロ・アルバムを出す。2008年以後、南仏ニースを拠点に国際的な画家として活躍中。また新しいバンド「マークアシュトンプロジェクト」を結成し活動している。

## 生い立ち
スコットランド人の父親（祖母スコットランド人、祖父アイルランド人）とイギリス人の母親（祖母ウェールズ人、祖父イギリス人）の3人兄弟の末っ子。幼年期は父親の故郷スコットランドの田舎、スターリングシャーで過ごす。スコットランドでは、小さいときから「チャンター（バグパイプの子供用）」などを習っていた。早くからデッサンや音楽に対しての才能を示していたが、当時はまず音楽への情熱の方がすぐに勝ってしまう。イギリスに戻り住んで間もなく、マークが12歳の時3歳年上の兄がロックバンドを作る為に、友人を家に連れて来たのがロックバンドの始まり。最初は、幼な過ぎるマークをバンドに入れたがらなかった兄も、父の勧めでマークがドラマーとなる事を承諾。ニックネームはチャンクスであった。

## ヴァイキング、コーヴェット、ターンスタイル
彼らのバンドは、メンバーを少しずつ替えつつケント県では有名になりコンテストでも賞を獲得、マークが15、6歳の時にはすでにストーンズやピンクフロイド，又、ヤードバーズ等、数々の有名バンドの前座を務める有名ローカルバンドにまでなり、又マークも「チャンクス」としてケントやロンドンでも若い新人ドラマーとして知られていく。 バンドの名前も「ヴァイキング」「コーヴェット」「ターンスタイル」と変わって行った。最初はカヴァーバンドであったが、1968年にマーク自信結成した「ターンスタイル」では、オリジナル曲に専念、早くもシングル「ライディングウェイヴ」がパイレコードよる発売される。

## レアバード時代
名前を「マークアシュトン」と改めロンドンに住み始めてすぐの事、1969年に、友人のデヴィッドキャファネッティに誘われレアバードに加入。最初のアルバム発売後、「セィンパセィー」がシングルヒット、オランダ、フランス、又イタリアでナンバーワンとなる。このアルバム自体は世界で売り上げ200万枚以上となり、有名ロックスターの仲間入りを果たす。

## ヘッドストーン時代
レアバード脱退後「ヘッドストーン」を結成し、アトミックルースターのギタリスト、スティーヴボルトンなどを迎え、1974年に「バッドハビット」、1975年に「ヘッドストーン」と2枚アルバムを出している。ファーストアルバムはアメリカのヒットチャート入りを果たす。

## ソロ活動
1976年、ロスに渡り「マークアシュトン L.A.」と言うソロアルバムを出した。プロデューサーは「ホール & オーツ」などで有名なクリスボンド。又78年に出した「マークアシュトンソロ」はレッドツェッペリンのパーソナルマネージャー、アランキャランがプロデューサーである。

## ソロ〜画家活動
1980年からソロ活動のため、ニューヨーク，そして、ロサンジェルスに移転。1988年には RCA レコードより「アシュトン」を」発売。メンバーは、ガイ・バビロン、ボブ・バーチ、マンディー・マイヤーなど豪華メンバーが揃っている。又スコットランドの自然とは全く異なるアメリカの大自然に驚嘆し、絵画に対する新たなる愛を見い出し、作曲と絵画創作を同時進行させ、新しい創作の世界を広げて行く。ニューヨーク、ロンドン、バルセロナ、サントロペ、ハンブルク、ニース等、世界各地で個展を開き、国際的に幅広い活動を行っている。2000年の初め頃、ヴェイはヨーロッパに戻り、スペインで3年生活した後、現在は南仏コートダジュールのニースに制作活動の拠点を移した。 地中海の光に対する愛は、ヴェイの作品に大きな力を与え続けている。

## マークアシュトンプロジェクト
現在南仏コートダジュールにて、フランス人の若いミュージシャンと音楽活動再開し、画家活動と同時進行させている。

## ディスコグラフィ
- 1968年：ターンスタイル: Riding a wave (パイレコード)
- 1969年：レア・バード: レア・バード
- 1970年：レア・バード: アズ・ユア・マインド・フライズ・バイ
- 1974年：ヘッドストーン: バッド・ハビット (プロデューサー, ジョン・アントニー）
- 1975年：ヘッドストーン: ヘッドストーン (プロデューサー, ジョン・アントニー）
- 1976年：マーク・アシュトン L.A. (プロデューサー, クリス・ボンド)
- 1979年：マーク・アシュトン・ソロ (プロデューサー, アラン・キャラン)
- 1988年：モダーン・ピルグリムス (プロデューサー, ポール・ロスチャイルド)